# Tytthonyx brunneus
Tytthonyx brunneus es una especie de coleóptero de la familia Cantharidae.

## Distribución geográfica
Habita en la República Dominicana.